# Priocnemis amurensis
Priocnemis amurensis (лат.) — вид дорожных ос рода Priocnemis (Pompilidae).

## Распространение
Россия: Амурская  область, Бурятия, Иркутская область, Приморский край.

## Описание
Длина тела самцов 6,5—8,5 мм, самок — 8,0—12,5 мм. Основная окраска тела чёрная (кроме ржаво-красных первых двух сегментов брюшка). Лёт отмечен в августе и сентябре. Предположительно, как и другие виды своего рода охотятся на пауков.